# .17HMR
.17 Hornady Magnum Rimfire är en kantantänd patron som utvecklades av Hornady 2002. Hylsan härstammar från .22 Magnum som smalnades av för att använda en kula i kaliber .17. Den vanligaste kulvikten är 1,1gram och utgångshastigheten är runt 775m/s.

## Utveckling

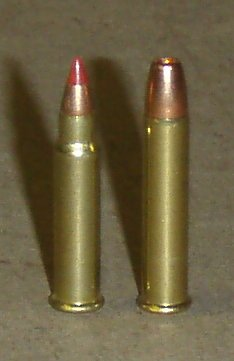
.17 HMR till vänster (.22 Winchester Magnum Rimfire till höger)

.17 HMR patronen utvecklades av Hornady i samarbete med Marlin och Sturm Ruger. Med .22 Magnum som utgångspunkt kan de flesta av dessa gevär anpassas till .17 HMR genom ett pipbyte. De första gevären och ammunitionen började säljas 2002, även om priset var relativt högt för ammunitionen så gjorde den klena kalibern att priset ändå var lägre än de flesta grövre patroner. 2004 började även CCI, Federal och Remington att tillverka ammunition i .17 HMR.